# Sumeng (sockenhuvudort i Kina, Zhejiang Sheng, lat 29,03, long 119,64)
Sumeng (kinesiska: 苏孟乡) är en sockenhuvudort i Kina. Den ligger i provinsen Zhejiang, i den östra delen av landet, omkring 140 kilometer söder om provinshuvudstaden Hangzhou. Antalet invånare är 15 296. Befolkningen består av 7 398 kvinnor och 7 898 män. Barn under 15 år utgör 16,0 %, vuxna 15-64 år 75 %, och äldre över 65 år 8,0 %.
Runt Sumeng är det ganska tätbefolkat, med 179 invånare per kvadratkilometer. Närmaste större samhälle är Jinhua, 8,5 km norr om Sumeng. I omgivningarna runt Sumeng växer i huvudsak blandskog.
Genomsnittlig årsnederbörd är 2 256 millimeter. Den regnigaste månaden är juni, med i genomsnitt 468 mm nederbörd, och den torraste är oktober, med 60 mm nederbörd.